# Aurelio Sabbatini
Aurelio Sabbatini (Esch-sur-Alzette, 20 juli 1909 – aldaar, 7 juni 1987) was een Luxemburgs beeldhouwer en keramist.

## Leven en werk
Aurelio Sabbatini werd geboren uit Italiaanse ouders, als zoon van Enrico Sabatini en Emma Cappellari. De familienaam voerde de naam Sabatini, Aurelio gebruikte deze spelling ook voor zijn signaturen, maar hij werd bij de geboorte ingeschreven als Sabbatini. Hij werd opgeleid aan de École des Artisans in Esch en aan de kunstacademie in het Franse Nancy, waar hij in 1931 een eerste prijs voor beeldhouwkunst behaalde. Terug in Luxemburg werkte hij een tijdje als houtsnijder en bij beeldhouwer Claus Cito. Sabbatini werd in 1935 genaturaliseerd tot Luxemburger. Hij trouwde in 1942 met Agnese Brancaleone (overleden 1971). Hun dochter Bettina Sabbatini werd ook beeldend kunstenaar.
Sabbatini beeldhouwde reliëfs, gedenktekens en standbeelden en maakte vanaf begin jaren 50 ook keramisch werk in zijn atelier in Esch. Hij was lid van de Cercle Artistique de Luxembourg, waarmee hij ook exposeerde. In 1948 ontving hij de Prix Grand-Duc Adolphe. Sabbatini exposeerde samen met zijn dochter Bettina bij de Europese vereniging voor beeldende kunstenaars uit Eifel en Ardennen (1964) en in een duo-expositie in gemeentelijke kunstgalerie in Esch (1976). Zowel Sabbatini's moeder als zijn vrouw kwamen uit de provincie Belluno. Hij sprak naast het klassiek Italiaans dan ook het dialect van Belluno. In 1972 maakte hij in opdracht van emigranten uit de stad Belluno een houten beeld van de Consolatrix afflictorum, Onze-Lieve-Vrouw van Luxemburg, die werd geplaatst in de plaatselijke kathedraal. Sabbatini ontving als dank van het stadsbestuur een gouden medaille. Een jaar later maakte hij sculpturen van Maria en twee engelen voor het portaal van de kapel van Gron (Sospirolo) in dezelfde provincie.
Sabbatini werd in 1974, naast onder anderen Albert Hames, Jean-Pierre Junius en Wenzel Profant, benoemd tot ridder in de Orde van Verdienste van het Groothertogdom Luxemburg. Hij overleed in 1987, op 77-jarige leeftijd.

## Enkele werken
- 1937 reliëfs wijnbouw en mijnbouw aan het stadhuis van Esch-sur-Alzette. De andere reliëfs werden gemaakt door Wenzel Profant en Albert Kratzenberg.
- 1948 Onze-Lieve-Vrouw van Fátima, beeld in de kerkhofmuur in Eppeldorf
- 1948 Heilige Donatus, beeld boven het portaal van de Sint-Johannes Nepomucenuskerk in Weiswampach. Ter vervanging van een beeld dat in de Tweede Wereldoorlog werd vernietigd.
- 1949 Onze-Lieve-Vrouw van Fátima, reliëf voor het Fátima-monument in Wiltz.
- 1951 twee gevelreliëfs met sprookjes aan voorgevel Ecole Fondamentele Reenert, Av. Nicolas Kreins, Wiltz.[8]
- 1954 uitvoering adelaar voor het monument voor George Patton in Ettelbruck, naar een ontwerp van Pierre Droessaert.
- 1956 Paus Pius X, marmeren beeld in de kerk van Lallange.
- 1956 Missione Italiana, reliëf met als centraal thema de vlucht naar Egypte, boven de entree van de kapel van de Mission Catholique Italienne, Boulevard Prince Henri, in Esch-sur-Alzette
- 1957 Winzermadonna (Madonna van de wijngaard) in Schwebsange.
- 1957 Torcular calcavit Dominus / Christus dämmelt am Kelter, reliëf aan de Pirminiuskerk in Schwebsange.
- 1960? reliëf van Sint-Joris in de kapel van Neuhäusgen.
- 1961 uitvoering wandkeramiek in het theater van Esch, naar een ontwerp van de schilder Frantz Kinnen.
- 1962 Sint-Willibrordusbeeld in Bech-Kleinmacher.[9]
- 1964 reliëf van het wapen van Léon Lommel, bisschop van Luxemburg, boven een zijportaal van de kathedraal.
- 1972 Consolatrix afflictorum in de kathedraal van Belluno, Italië.
- 1973 Maria Assumpta en twee engelen voor het portaal van de kerk in Gron, Italië.

## Fotogalerij

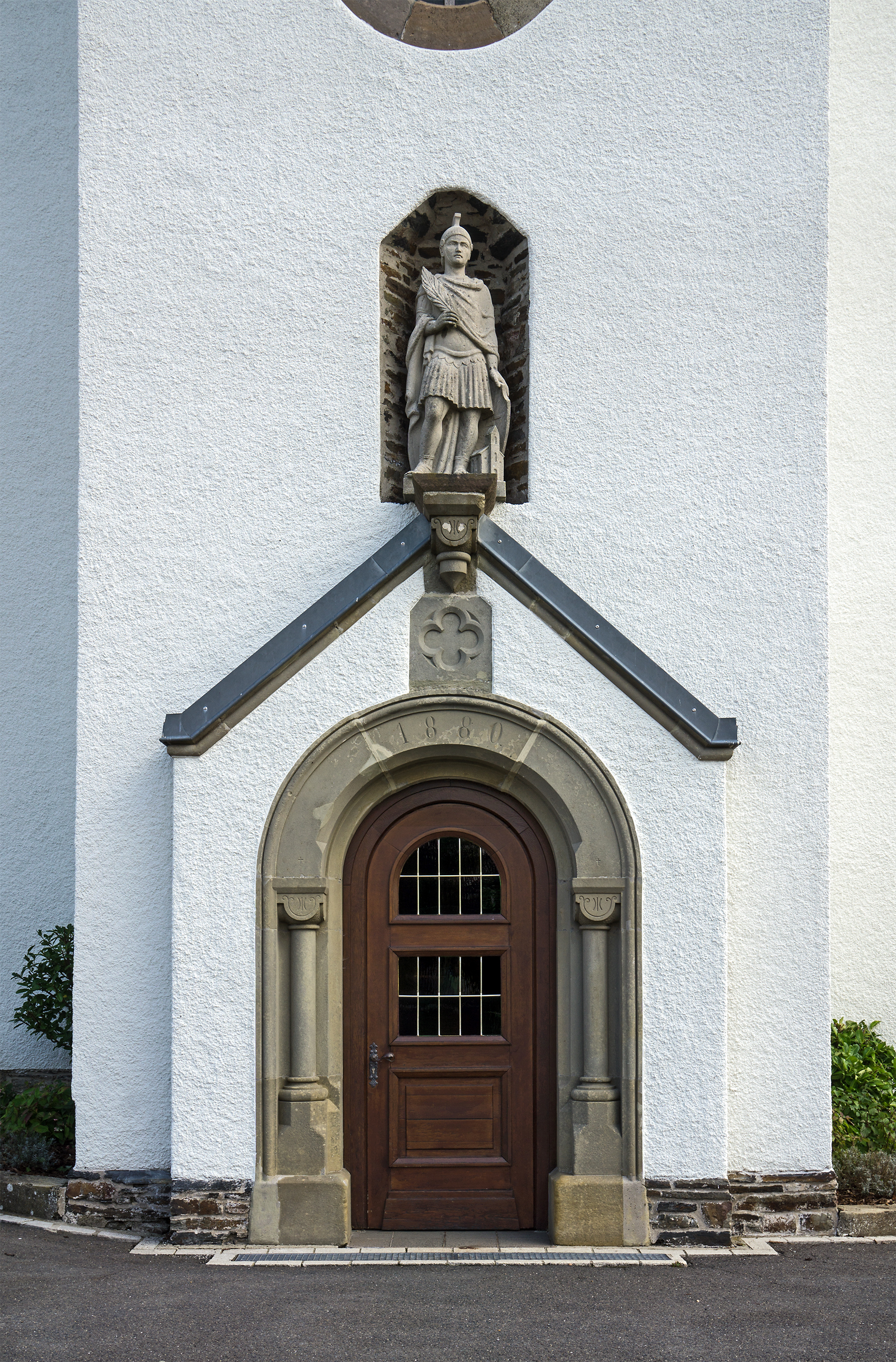
Donatus (1948), Weiswampach
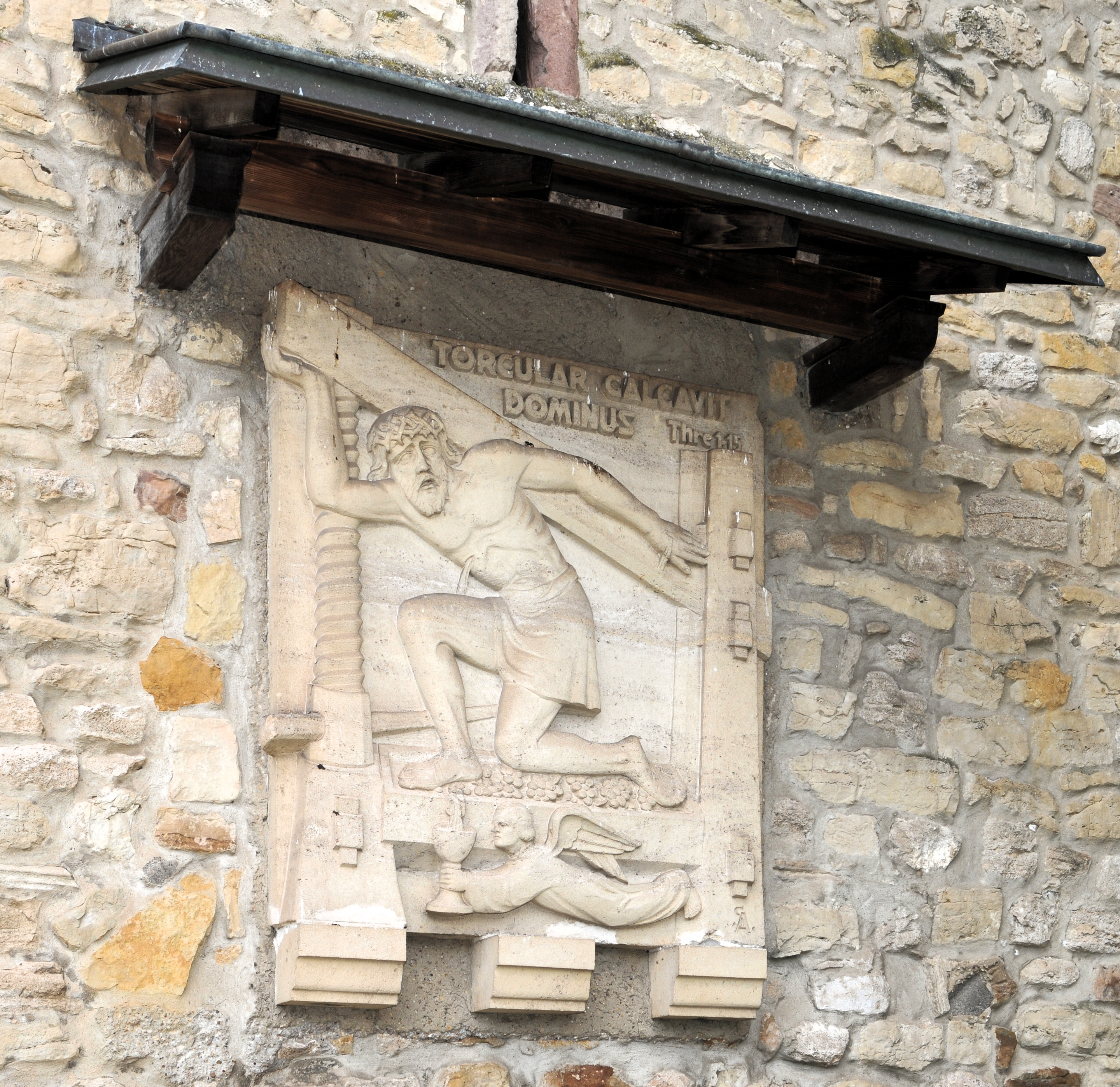
Torcular calcavit Dominus(1957), Schwebsange
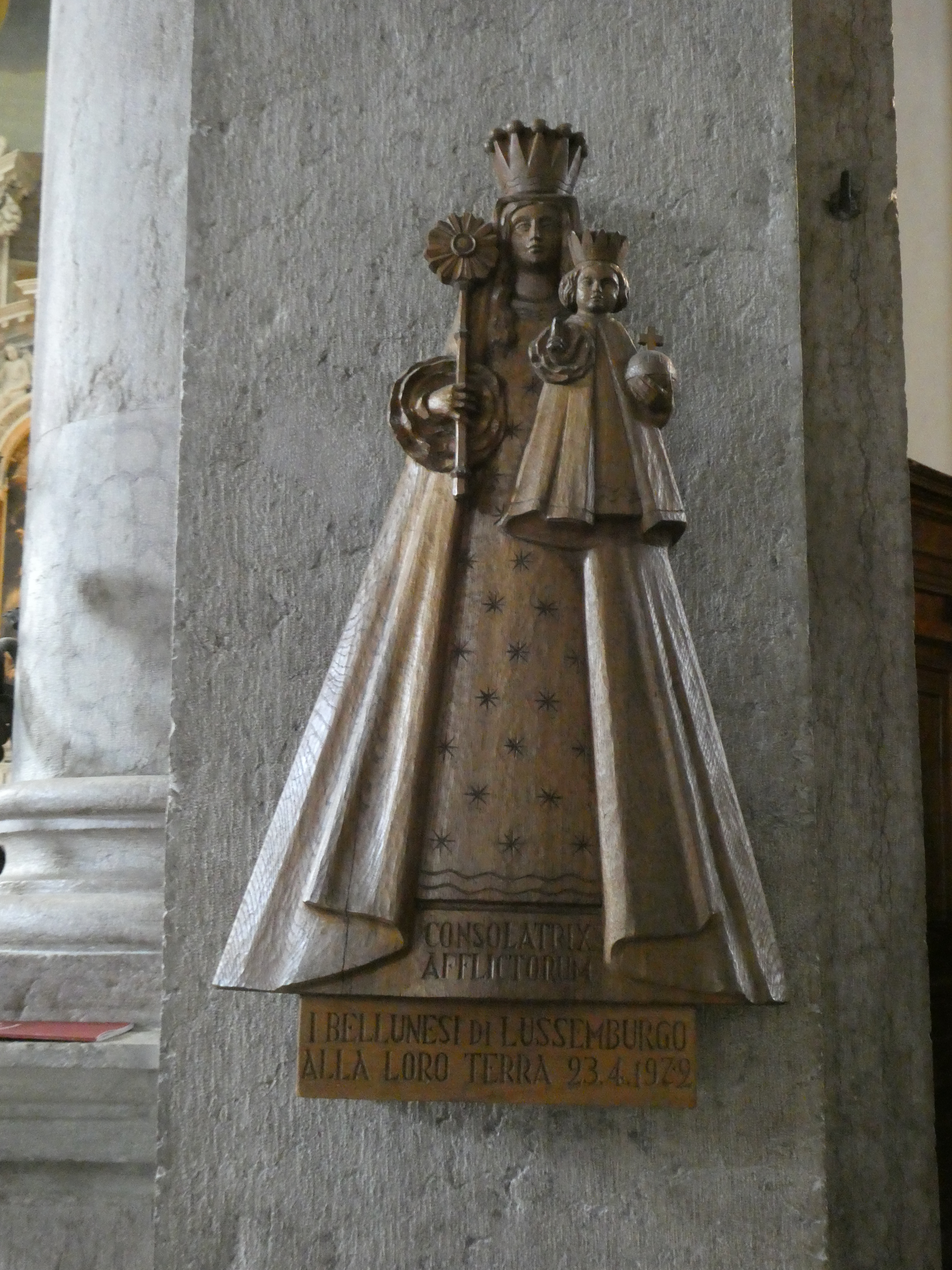
Consolatrix afflictorum (1972) Belluno
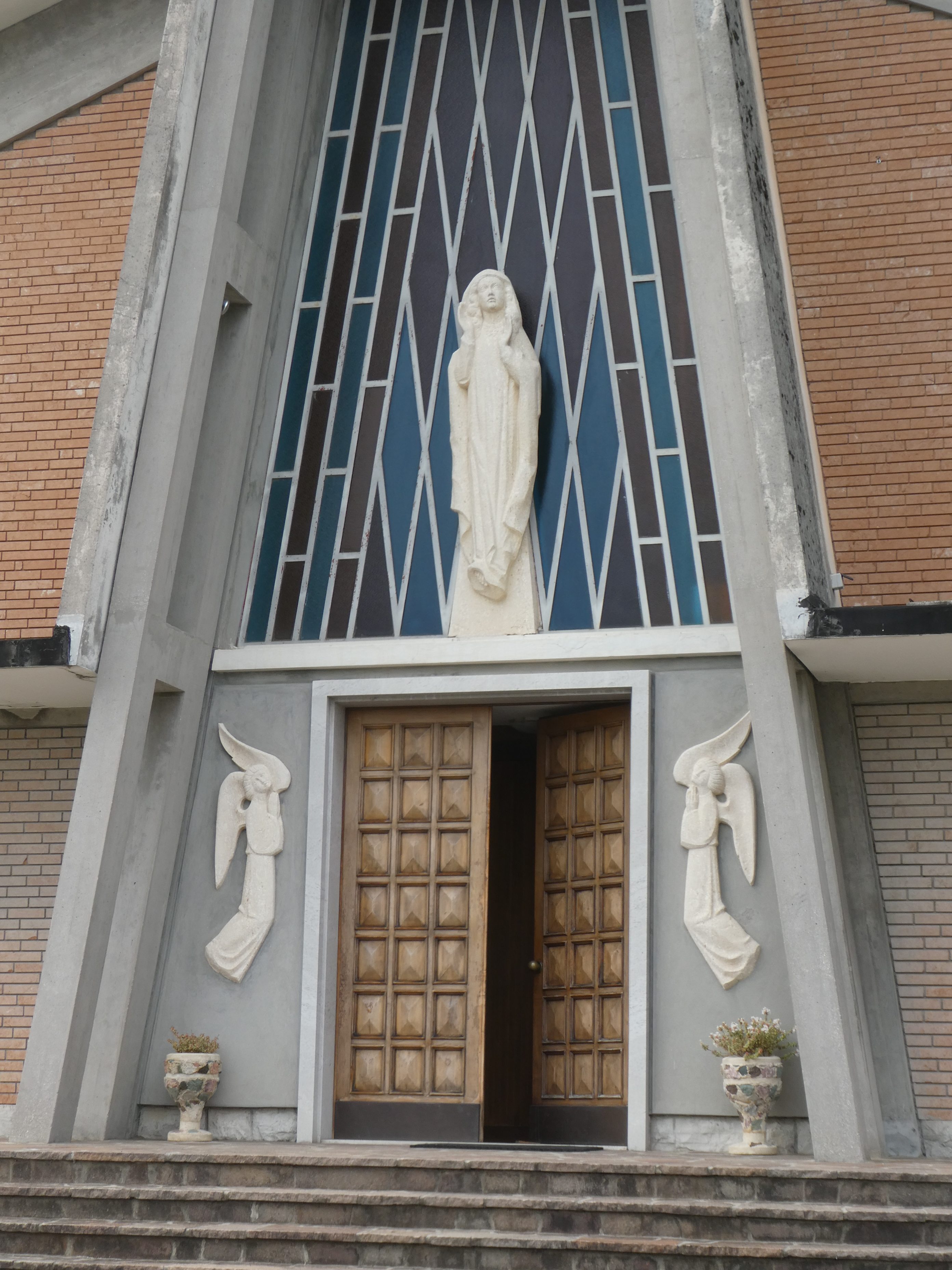
portaal (1973), Gron

- Musée national d'archéologie, d'histoire et d'art: lkl000359